# Sant'Elia a Pianisi
Sant'Elia a Pianisi är en ort och kommun i provinsen Campobasso i regionen Molise i Italien. Kommunen hade 1 697 invånare (2018).